# Centre culturel œcuménique
Pour les articles homonymes, voir CCO.
Le Centre culturel œcuménique Jean-Pierre-Lachaize ou CCO Villeurbanne et localement connu comme Le CCO, est un centre culturel créé en 1963 à Villeurbanne à proximité du campus universitaire de La Doua.
Il a été nommé en l'honneur de Jean Pierre-Lachaize (mort en 2002), un directeur qui fut investi dans la vie du centre.
Le CCO est une pépinière pour les acteurs associatifs culturels, artistiques et sociales. Chaque année le centre culturel dialogue avec près de 350 associations de divers milieux et accueille dans ses espaces 60 groupes d’artistes. Il prépare La Rayonne, son nouvel équipement d'innovation sociale et culturelle à l'horizon 2023.

## Histoire
En 1963, le père Jean Latreille (1926-2015), créé une aumônerie catholique et protestante à destination des étudiants du campus de La Doua, alors en plein essor. Le lieu est imaginé comme un espace de liberté et de rencontres, ouvert à tous. Grâce au soutien financier de grandes entreprises et banques lyonnaise, entre 1966 et 1968, des bâtiments dédiés sont construits rue Georges-Courteline à Villeurbanne, à proximité de l’INSA. Dans cet espace construit dans les années soixante, plusieurs associations partagent les locaux de travail, de création, ainsi qu'une salle de concert pouvant accueillir jusque 500 personnes selon la configuration. Ce lieu a fermé en aout 2023.
Le CCO devient par la suite un établissement laïc, et poursuit sa volonté d’ouverture au monde et aux cultures de différents horizons.
Depuis 2018, le CCO occupe L’Autre Soie, créée sur le site de l’ancien IUFM-des-Brosses. Dans cet espace de plusieurs hectares, ce sont 23 structures qui, coordonnées par le CCO, cohabitent à l’année.
Avec Le GIE La Ville Autrement, l’Autre Soie fonctionne à l’aide de toutes les structures présentent sur le lieu, sous forme de gouvernance collaborative. En attendant l’aboutissement du projet en 2023, l’occupation est composée : d'un espace de travail en open-space, de lieux de formations et de réunions, d'activités artistiques et artisanales. L’objectif de l’occupation temporaire est de développer les activités solidaires, économiques et créatives en minimisant les frais financiers. Cette démarche s’inscrit dans celle du programme Home Silk Road porté par le label Urban Innovation Actions de l’Union Européenne.
En octobre 2020, les occupants devront laisser place au chantier qui fera sortir de terre différentes formes d’habitats (locatifs, colocatifs, logements sociaux et foyer de vie) mais aussi une nouvelle salle de concert portée par le CCO ainsi qu’une pépinière associative.
En août 2020, il accueille brièvement le tournage du film Suprêmes (2021), film biographique consacré au Suprême NTM.
La Rayonne est portée par le CCO, association d'intérêt général, qui quitte son site historique pour rejoindre définitivement le projet de l'Autre Soie, en octobre 2023. La Rayonne est composée d’une salle de concert, d’un amphithéâtre, d’ateliers de création, d’un studio de danse, d’un fablab, d’espaces de travail partagés, d'une pépinière d'accompagnement et d’un vaste parc.

## La Saison au CCO
La saison au CCO s’articule autour de différents moments forts dans l’année. Tout d’abord, les festivals Mémoire Vive et L’Aventure Ordinaire, le premier en mai sur une journée et le second sur 3 jours et 3 soirs en octobre. Ces deux festivals se veulent pluridisciplinaires et proposent donc des activités et des œuvres allant de la danse au théâtre en passant par le chant et les arts plastiques. Ils sont également des événements de partage et de rencontre où le débat est encadré sous forme d’ateliers ou conférences,.
Tout au long de l’année le CCO collabore avec des artistes de différentes branches et propose des ateliers de création avec ces derniers. Des événements récurrents s’y produisent également en fonction des saisons avec des programmes très variés allant de la séance de cinéma au cours de yoga.
Par exemple, toutes les semaines ont lieu les Mercredis de l'Autre Soie de 12h à 19h dans La Serre du CCO La Rayonne. C'est un évènement en accès libre et gratuit ouvert à tous. Il y est proposé des activités diverses telles que : friperie, sorties de résidence, jeux de société, ateliers artistiques, etc.